# Conceveiba guianensis
Conceveiba guianensis är en törelväxtart som beskrevs av Jean Baptiste Christophe Fusée Aublet. Conceveiba guianensis ingår i släktet Conceveiba och familjen törelväxter. Inga underarter finns listade i Catalogue of Life.